# آماندا بگز
آماندا بگز (انگلیسی: Amanda Baggs؛ زادهٔ ۱۵ اوت ۱۹۸۰ – درگذشته ۱۱ آوریل ۲۰۲۰) یوتیوبر و وبلاگ‌نویس اهل ایالات متحده آمریکا بود. آماندا بگز در ۱۱ آوریل ۲۰۲۰ درگذشت.